# Kollaps Tradixionales
Kollaps Tradixionales è il sesto album in studio del gruppo musicale canadese Thee Silver Mt. Zion Memorial Orchestra, pubblicato nel 2010.

## Tracce
1. There Is a Light – 15:19
2. I Built Myself a Metal Bird – 6:17
3. I Fed My Metal Bird the Wings of Other Metal Birds – 6:18
4. Kollapz Tradixional (Thee Olde Dirty Flag) – 6:09
5. Collapse Traditional (For Darling) – 1:29
6. Kollaps Tradicional (Bury 3 Dynamos) – 6:48
7. 'Piphany Rambler – 14:19

## Formazione
Gruppo
- Thierry Amar – contrabbasso, voce
- Efrim Menuck – chitarra, organo, piano, voce
- Jessica Moss – violino, voce
- David Payant – batteria, organo, piano, voce
- Sophie Trudeau – violino, voce

Sezione di fiati nel brano There Is a Light
- Gordon Allen – tromba
- Adam Kinner – sassofono tenore
- Matana Roberts – sassofono alto
- Jason Sharp – sassofono baritono